# 알렉산드르 오베치킨
알렉산드르 미하일로비치 오베치킨(러시아어: Алекса́ндр Миха́йлович Ове́чкин, 러시아어 발음: [ɐlʲɪˈksandr mʲɪˈxajlovʲɪtɕ ɐˈvʲetɕkʲɪn], 1985년 9월 17일~)은 러시아의 아이스하키 선수로 포지션은 레프트윙이다. 현재 내셔널 하키 리그(NHL)의 워싱턴 캐피털스의 주장을 맡고 있다. 그의 등번호인 8과 이름에서 유래한 " 더 그레이트 8(영어: The Great 8) 또는 오비(영어: Ovi)라는 별명으로 잘 알려져 있으며 내셔널 하키 리그를 통틀어 역대 최고의 선수를 꼽을 때 이름이 언급되는 선수들 중 한 명이다. 그가 NHL에서 기록한 895골은 NHL 정규 시즌 역사상 최다 골 기록이다. 또한 최다 파워플레이 골, 원정 경기 최다 골, 연장전 최다 골, 최다 결승골, 최다 엠티 넷 골, NHL 역사상 한 팀이 기록한 최다 골 등의 기록을 보유하고 있다.
오베츠킨은 2001년 러시아 슈퍼리그의 디나모 모스크바에서 프로 선수 경력을 시작했고 4시즌 동안 뛰었다. 그 뒤로 2004년 NHL 드래프트에서 캐피털스의 전체 1순위로 지명되었다. 2005-06 시즌에 NHL 신인상인 콜더 메모리얼 트로피를 수상했고 리그 득점 순위 3위에 올랐다. 그는 NHL 최다 득점왕을 9회 수상했고 득점 순위 2위도 1회(2010) 차지했다. 그는 13시즌 동안 매 시즌 리그에서 40골 이상 득점하여 최다 시즌 40골 이상 득점 기록을 보유하고 있으며, 마이크 보시와 웨인 그레츠키와 함께 9시즌 동안 매 시즌에 당 50골 이상 득점한 기록을 보유하고 있다. 그는 또한 2000년대에 245골, 2010년대에 437골, 2020년대에 200골을 기록하며 3개의 다른 10년 단위 동안 200골 이상을 득점한 유일한 선수이다. 그는 정규 시즌 최우수 선수에게 수여되는 하트 메모리얼 트로피를 3회(2008, 2009, 2013) 수상했고 해당 트로피 수상 후보에 2번(2010년과 2015년)  올랐으며, 내셔널 하키 리그 선수 협회가 투표로 선정한 최우수 선수상인 테드 린지 상을 3번(2008, 2009, 2010) 수상했고 해당 상의 수상 후보에 2번(2013, 2015) 올랐다. 2018년 시즌에는 워싱턴 캐피털스 사상 최초로 스탠리 컵 우승에 기여했고, 오베치킨은 플레이오프 최우수 선수에게 수여되는 콘 스미스 트로피를 수상했다. 또한 NHL 퍼스트 올스타팀에 8번, 세컨드 올스타팀에 4번 지명되었다. 이 밖에 2017년에는 "위대한 NHL 선수 100인" 중 한 사람으로 선정되었다.
국제 대회에서 러시아 아이스하키 국가대표팀의 일원으로 활동한 오베치킨은 러시아 연령별 청소년 국가대표팀의 소속으로 세계 주니어 선수권 대회에서 금메달 1개, 은메달 1개를 획득했다. 그는 2003년 17세의 나이로 러시아 성인 대표팀에 합류하여 러시아 아이스하키 국가대표팀 최연소 발탁 선수가 되었다. 오베치킨은 2006년, 2010년, 2014년 동계 올림픽에 러시아 대표팀 소속으로 참가했으며 13번의 세계 아이스하키 선수권 대회에 참가했다. 그는 13번 참가한 세계 선수권 대회에서 3회 우승(2008년, 2012년, 2014년), 2회 준우승을 달성했다.

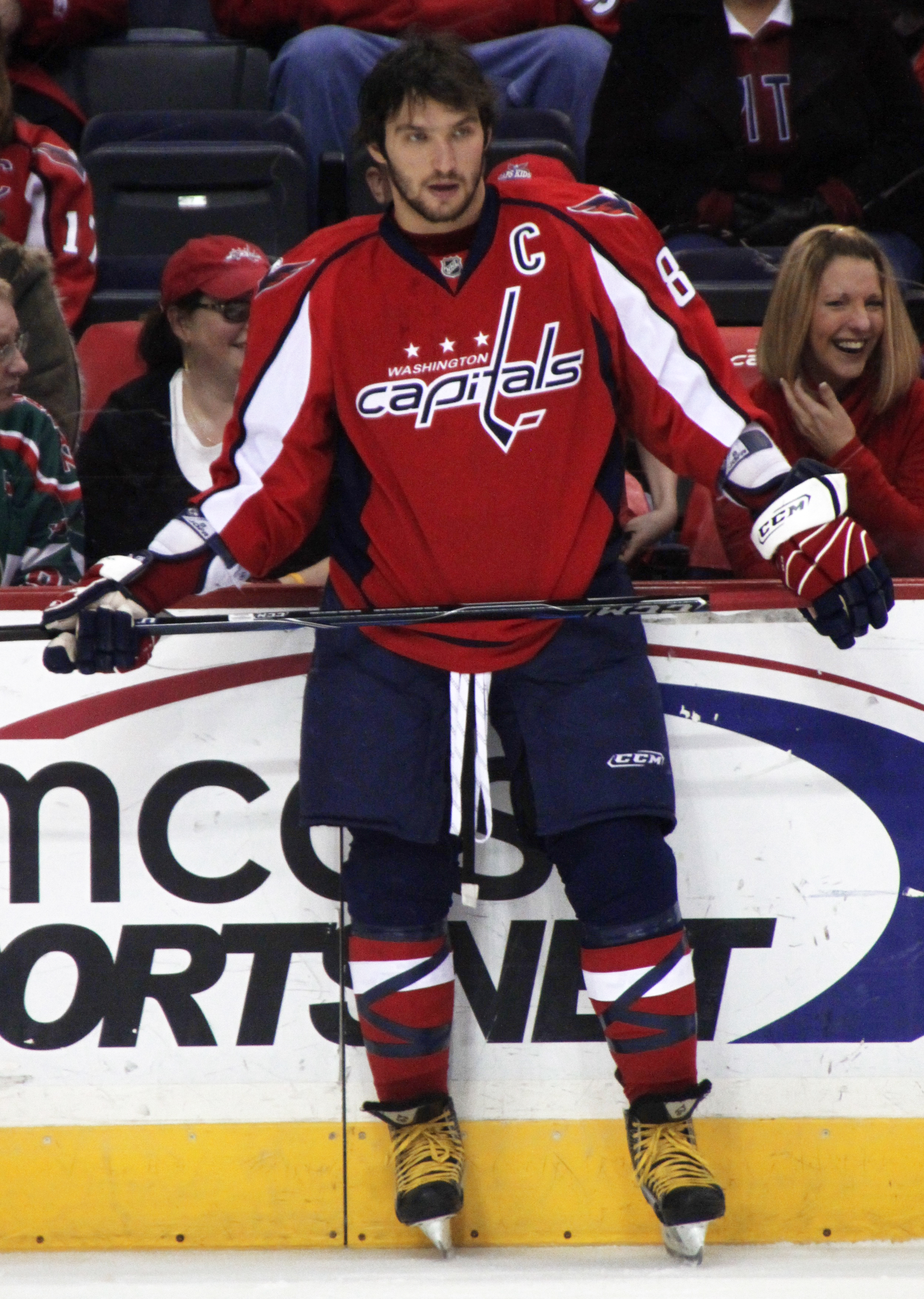
2010년 처음으로 워싱턴의 주장을 맡았을 당시의 오베치킨

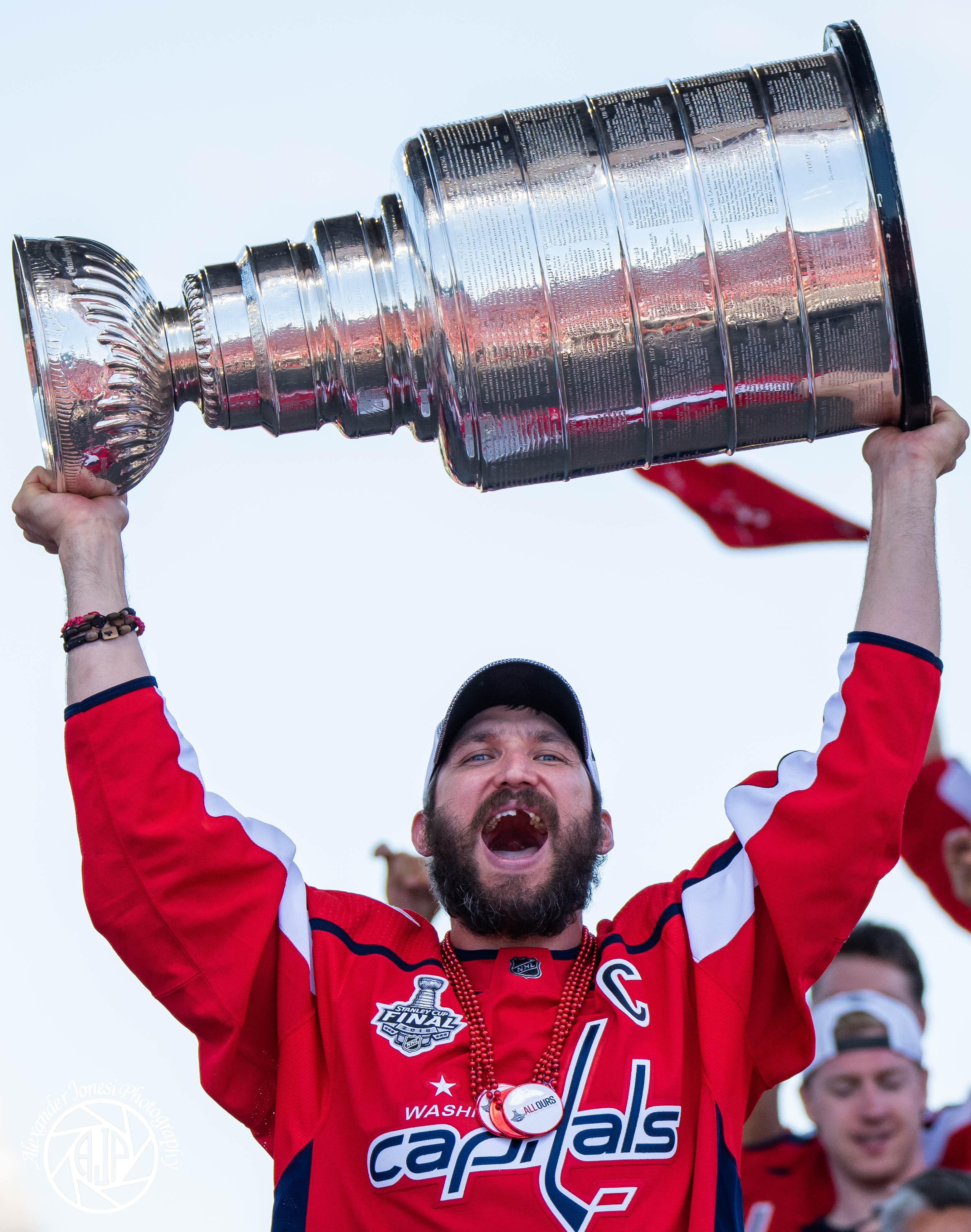
2018년 6월 스탠리 컵 우승 기념 행렬 당시 우승컵을 들고 있는 오베치킨

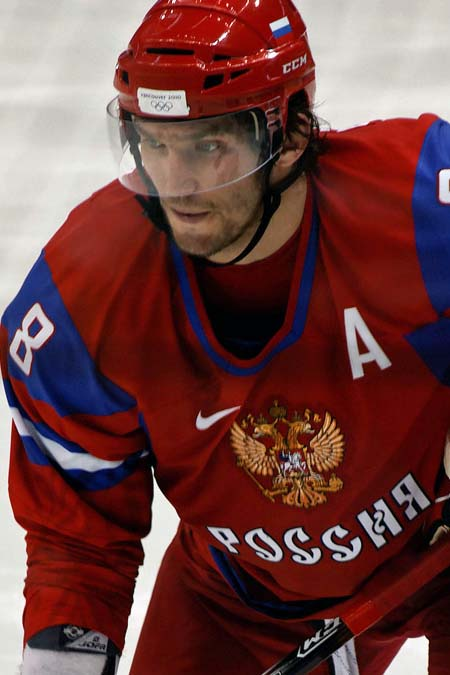
2010년 동계 올림픽 라트비아전 당시의 오베치킨